# Reichsführerring des deutschen Sports
Der Reichsführerring des deutschen Sports war von 1933 bis 1934 der Dachverband des Sports im Deutschen Reich.

## Geschichte
Nach der von den Nationalsozialisten erzwungenen Auflösung des Deutschen Reichsausschusses für Leibesübungen am 5. Mai 1933 wurde im Zuge der Gleichschaltung des Sports am 24. Mai 1933 ein „Bund aller vom Reichsminister des Innern anerkannten Verbände für Leibesübungen“ mit Sitz in Berlin gegründet. Er wurde bereits im darauffolgenden Jahr durch den Deutschen Reichsbund für Leibesübungen (DRL) ersetzt, dessen Gründung der Reichsführerring am 23. Januar 1934 proklamierte. Daraus ging der Nationalsozialistische Reichsbund für Leibesübungen (NSRL) hervor.
An der Spitze des Reichsführerringes stand Reichssportkommissar Hans von Tschammer und Osten, der am 19. Juli 1933 zum Reichssportführer ernannt wurde und am 22. Juni 1933 im Haus der Presse in Berlin die bislang ernannten Namen der Mitglieder des Reichsführerringes der Sportpresse mitteilte. Die erste Sitzung des Reichsführerringes fand am 13. Juli 1933 in Berlin statt.

## Mitglieder der Reichsführung des deutschen Sports
- Deutscher Turnerverband: Edmund Neuendorff, Berlin
- Deutscher Fußballverband: Felix Linnemann, Berlin
- Deutscher Leichtathletikverband: Karl Ritter von Halt, München
- Deutscher Schwerathletikverband: im Juni 1933 noch unbesetzt
- Deutscher Schwimmverband: Georg Hax, Berlin
- Deutscher Tennis- und Hockeyverband: Heinrich Schomburgk, Leipzig
- Deutscher Kegel- und Billardverband, Paul Schluck, Wernigerode
- Deutscher Wintersportverband: Erwin Hachmann, Berlin
- Deutscher Schießsportverband: Adolf Herrgott, Berlin
- Deutscher Wassersportverband: Karl Jasper, Berlin
- Deutscher Wanderverband: Friedrich Werner (nachträglich ernannt)
- Deutscher Radsportverband: im Juni 1933 noch unbesetzt
- Deutscher Kraftfahrerverband: Adolf Hühnlein, München
- Deutscher Sportärzteverband: Friedrich Bartels, Berlin
- Deutscher Sportlehrerverband: Hans Berendes, Berlin
- Deutscher Sportpresseverband: Hans Bollmann, Berlin
- Im August 1933 wurde zusätzlich der Bergsteiger Paul Bauer zum Mitglied berufen.